# Біль у животі
Біль у животі — симптом, пов'язаний як з незначними, так і з серйозними медичними станами та захворюваннями.
Поширеними причинами болю в животі є гастроентерит та синдром подразненого кишечника. У близько 15 % людей біль у животі спричиняє серйозніше захворювання, таке як апендицит, кровотеча або розрив аневризми черевної аорти, дивертикуліт або позаматкова вагітність. У третині випадків точна причина болю невідома.
Враховуючи, що різноманітні захворювання можуть спричинити певну форму болю в животі, системний підхід до обстеження людини та проведення диференціального діагнозу є вкрай важливим.

## Диференціальна діагностика
Найчастішими причинами болю в животі є гастроентерит (13 %), синдром подразненого кишечника (8 %), проблеми сечовивідних шляхів (5 %), гастрит (5 %) і запор (5 %). Приблизно у 30 % випадків причина болю у животі невідома. Близько 10 % випадків спричинені серйознішими проблемами, пов'язаними із жовчним міхуром (жовчнокам'яна хвороба або дискінезія жовчних шляхів) або підшлунковою залозою (4 %), дивертикулітом (3 %), апендицитом (2 %) та раком (1 %). У літніх людей причинами болю у животі часто є мезентеріальна ішемія та аневризма черевної аорти.

### Гострий біль у животі
Гострий живіт можна визначити як сильний, постійний біль у животі з раптовим початком, який, ймовірно, вимагає оперативного втручання для усунення його причини. Біль часто може бути поєднаний з нудотою та блюванням, здуттям живота, гарячкою та ознаками шоку. Одним з найпоширеніших станів, пов'язаних з гострим болем у животі, є гострий апендицит.

#### Поширені причини
- Травматичні: тупа[en] або проникна травма шлунка чи інших відділів шлунково-кишкового тракту, селезінки, печінки або нирок
- Запальні:
  - Такі як апендицит, холецистит, панкреатит, пієлонефрит, перитоніт, запальні захворювання жіночих статевих органів, гепатит, брижовий аденіт[en] або піддіафрагмальний абсцес
  - Перфорація пептичної виразки, дивертикулу або сліпої кишки
  - такі як хвороба Крона або неспецифічний виразковий коліт
- Механічні:
  - Непрохідність тонкої кишки внаслідок спайок, що спричинили попередні операції, інвагінації, грижі, доброякісні або злоякісні пухлини
  - Непрохідність товстої кишки, спровокована колоректальним раком, запальним захворюванням кишечника[en], заворотом кишок[en], каловою кишковою непрохідністю або грижею
- Судинні: оклюзійна ішемія кишок[en], зазвичай спричинена тромбоемболією верхньої брижової артерії[en]

### За системою
Більш розлогий перелік включає наступне:
- Шлунково-кишковий тракт
  - Шлунково-кишковий тракт
    - Запальні: гастроентерит, апендицит, гастрит, езофагіт, дивертикуліт, хвороба Крона, неспецифічний виразковий коліт, мікроскопічний коліт[en]
    - Непрохідність: грижа, інвагінація кишечника, заворот кишок[en], післяопераційні спайки[en], пухлини, сильний запор, геморой
    - Судинні: емболія, тромбоз, крововилив, серпоподібноклітинна анемія, абдомінальний ішемічний синдром[en], здавлювання кровоносних судин (наприклад, компресійний стеноз черевного стовбура), синдром верхньої брижової артерії, синдром постуральної ортостатичної тахікардії[en]
    - Травні: пептична виразка, непереносність лактози, глютенова хвороба, харчова алергія

  - Залози
    - Жовчна система
      - Запальні: холецистит, холангіт
      - Непрохідність: жовчні камені, пухлини

    - Печінка
      - Запальні: гепатит, абсцес печінки[en]

    - Підшлункова
      - Запальні: панкреатит
- Ниркові та урологічні
  - Запальні: пієлонефрит, інфекція сечових шляхів
  - Непрохідність: сечокам'яна хвороба, ішурія, пухлини
  - Судинні: защемлення лівої ниркової вени
- Гінекологічні або акушерські
  - Запальні: запальні захворювання жіночих статевих органів
  - Механічні: перекрут яєчника[en]
  - Ендокринологічні: менструація, овуляторний синдром[en]
  - Пухлини: ендометріоз, міоми, кіста яєчника, рак яєчника
  - Вагітність: позаматкова вагітність, викидень
- Черевна стінка[en]
  - перенапруження або травма м'язів
  - запалення м'язів
  - нейрогенний біль: оперізуючий герпес, радикуліт при хворобі Лайма, синдром защемлення шкірного нерва черевної порожнини[en], спинна сухотка
- Іррадіюючий біль[en]
  - у грудній клітці: пневмонія, тромбоемболія легеневої артерії, ішемічна хвороба серця, перикардит
  - у хребті: радикуліт
  - у геніталіях: Перекрут яєчка
- Порушення обміну речовин
  - уремія, гіперглікемічна кома, порфірія, дефіцит інгібітора С1-естерази[en], недостатність надниркових залоз, Свинцеве отруєння[en], укус павука чорної вдови, синдром відміни вживання наркотиків
- Кровоносні судини
  - диссекція аорти, аневризма черевної аорти
- Імунна система
  - саркоїдоз
  - васкуліт
  - сімейна середземноморська гарячка[en]
- Ідіопатичні
  - синдром подразненого кишечника (уражаючи до 20 % населення є найпоширенішою причиною повторюваного і періодичного болю в животі)

### За локалізацією
Місце болю в животі може дати інформацію про причину болю. Живіт розділяють на чотири області, які називаються квадрантами. Місця болю та пов'язані з ними прояви включають:
- Повсюдний по животу
  - Перитоніт
  - Судинний: мезентеріальна ішемія, ішемічний коліт[en], геморагічний васкуліт, серпоподібноклітинна анемія, системний червоний вовчак, вузликовий періартеріїт
  - кишкова непрохідність тонкої кишки
  - Синдром подразненого кишечника
  - Метаболічні захворювання: кетоацидоз, порфірія, сімейна середземноморська гарячка, адреналовий криз[en]
- Епігастральний
  - Серце: гострий інфаркт міокарда, перикардит
  - Шлунок: гастрит, пептична виразка, рак шлунка
  - Підшлункова залоза: панкреатит, рак підшлункової залози
  - Кишки: виразка дванадцятипалої кишки, дивертикуліт, апендицит
- Верхній правий квадрант
  - Печінка: гепатомегалія, жирова печінка, гепатит, рак печінки, абсцес
  - Жовчний міхур та жовчні шляхи: запалення, жовчні камені, гельмінтози, холангіт
  - Товста кишка: кишкова непрохідність, функціональні розлади, скупчення газу, спазм, запалення, рак товстої кишки
  - Інші: пневмонія, синдром Фітца-Г'ю-Кертіса[en]
- Лівий верхній квадрант
  - Спленомегалія
  - Товста кишка: кишкова непрохідність, функціональні розлади, скупчення газу, спазм, запалення, рак товстої кишки
- Навколопупкова (область навколо пупка, вона ж пупок)
  - Апендицит
  - Панкреатит
  - Гострий інфаркт міокарда, абдомінальна форма
  - Пептична виразка
  - Гіперглікемічна кома
  - Судини: дисекція аорти, розрив аорти
  - Кишка: мезентеріальна ішемія, целіакія, запалення, кишковий спазм, функціональні розлади, кишкова непрохідність тонкої кишки
- Біль внизу живота
  - Діарея
  - Коліт
  - Хвороба Крона
  - Дизентерія
  - Грижа
- Правий нижній квадрант
  - Товстий кишка: інвагінація кишок, кишкова непрохідність, апендицит (точка Макберні)
  - Нирки: сечокам'яна хвороба (нефролітіаз), пієлонефрит
  - Таз: цистит, камінь у сечовому міхурі[en], рак сечового міхура, запальні захворювання жіночих статевих органів, синдром тазового болю
  - Гінекологія: ендометріоз, внутрішньоутробна і позаматкова вагітність, кіста яєчника, перекрут яєчника, міома (лейоміома), абсцес, рак яєчника, рак ендометрію[en]
- Лівий нижній квадрант
  - Кишка: дивертикуліт, перекрути сигмоподібної кишки[en], кишкова непрохідність, скупчення газу, токсичний мегаколон
- Біль у попереку праворуч
  - Печінка: гепатомегалія
  - Нирки: сечокам'яна хвороба (нефролітіаз), ускладнена інфекція сечовивідних шляхів
- Біль у попереку зліва
  - Селезінка
  - Нирки: сечокам'яна хвороба (нефролітіаз), ускладнена інфекція сечовивідних шляхів
- Біль у попереку
  - Біль у нирках (сечокам'яна хвороба]], рак нирки, гідронефроз)
  - Біль, спричинений каменем у сечоводі

## Патофізіологія
| Частина       | Кровопостачання        | Іннервація | Структури |
| ------------- | ---------------------- | ---------- | --- |
| Передня кишка | Целіакія артерії       | T5 — T9    | Глотка Стравохід Дихальні шляхи Шлунок Проксимальний відділ дванадцятипалої кишки Печінка Жовчні шляхи Жовчний міхур Підшлункова залоза |
| Середня кишка | Верхня брижова артерія | T10 — T12  | Дистальний відділ дванадцятипалої кишки Сліпа кишка людини Апендикс Висхідна ободова кишка людини Проксимальна поперечна ободова кишка  |
| Задня кишка   | Нижня брижова артерія  | L1 — L3    | Дистальний відділ поперечна ободова кишка Низхідна ободова кишка Сигмоподібна кишка Пряма кишка Верхній задньопрохідний канал           |

Біль у животі можна назвати вісцеральним або перитонеальним болем. Живіт можна розділити на передню, середню і задню кишку. Передня кишка містить горлянку, нижні дихальні шляхи, частину стравоходу, шлунок, частину дванадцятипалої кишки (проксимально), печінку, жовчні шляхи (включаючи жовчний міхур та жовчні протоки) та підшлункову залозу. Середня кишка містить частину дванадцятипалої кишки (дистально), сліпу кишку, апендикс, висхідну ободову кишку та першу половину поперечної ободової кишки. Задня кишка містить дистальну половину поперечної ободової кишки, низхідну ободову кишку, сигмоподібну кишку, пряму кишку та верхній задньопрохідний канал.
Кожна частина кишки має пов'язаний вісцеральний аферентний нерв, який передає сенсорну інформацію від нутрощів до спинного мозку, яка потім передається вегетативними симпатичними нервами. Вісцеральна сенсорна інформація з кишок, яка надходить до спинного мозку, називається вісцеральною аферентною, є неспецифічною і перекривається із соматичними аферентними нервами, які дуже специфічні. Тому вісцеральна аферентна інформація, що надходить до спинного мозку, може бути присутньою у розподілі соматичного аферентного нерва; ось чому апендицит спочатку проявляється періюмбіліальним болем Т10, коли він починається, і стає болем Т12, оскільки бере участь очеревина черевної стінки (багата соматичними аферентними нервами).

## Діагностика
Збирають ретельно анамнез пацієнта та проводять інше фізикальне обстеження для вияснення основної причини болю в животі.
Процес діагностики може включати:
- Виявлення додаткової інформації про головну скаргу[en] шляхом вивчення історії наявної хвороби[en]; тобто опис поточних симптомів, таких як початок, місце розташування, тривалість, характер, обтяжувальні чи послаблювальні фактори та тимчасовий характер болю. Виявлення інших можливих факторів може допомогти в діагностиці основної причини болю в животі, наприклад, нещодавні поїздки, недавні контакти з іншими хворими людьми, а для жінок — ретельний анамнез гінеколога.
- Вивчення минулої історії хвороби пацієнта, зосередившись на будь-яких попередніх проблемах або хірургічних процедурах.
- Уточнення поточного режиму лікування пацієнта, включаючи рецепти, ліки, що відпускаються без рецепта, та добавки.
- Підтвердження лікарської та харчової алергії пацієнта.
- Обговорення з пацієнтом будь-якої сімейної історії хвороби, зосередження уваги на станах, які можуть нагадувати поточний стан пацієнта.
- Обговорення з пацієнтом будь-якої поведінки, пов'язаної зі здоров'ям (наприклад, вживання тютюну, вживання алкоголю, вживання наркотиків та статева активність), яка може зробити імовірним певний діагноз.
- Огляд наявності абдомінальних симптомів (наприклад, гарячка, озноб, біль за грудиною, задишка, маткова кровотеча), які можуть додатково уточнити діагностичну картину.
- Використання сиптома Карнетта[en], щоб відрізнити вісцеральний біль від болю, що походить від м'язів черевної стінки.[13]

Зібравши ретельний анамнез, слід провести фізикальне обстеження, щоб виявити важливі ознаки, які можуть уточнити діагноз, включаючи серцево-судинне обстеження, обстеження легенів, ретельне обстеження черевної порожнини, а для жінок — сечостатевий огляд.
Додаткові дослідження, які можуть допомогти встановити діагноз, включають:
- Аналізи крові, включаючи повний аналіз крові, основну метаболічну панель[en], аналіз електролітів, тести функцій печінки, аналіз амілазів, ліпазу, тропоніну I, а для жінок — тест крові на вагітність.
- Клінічний аналіз сечі
- Візуалізація, включаючи рентген грудної клітки та черевної порожнини
- Електрокардіограма

Якщо діагноз залишається нез'ясованим після анамнезу, огляду та основних досліджень, які описані вище, то складніші дослідження можуть виявити діагноз. До таких досліджень відносяться:
- Комп'ютерна томографія живота/таза
- УЗД органів черевної порожнини або тазу
- Ендоскопія та/або колоноскопія

## Лікування
Лікування болю в животі залежить від багатьох факторів, включаючи етіологію болю. У відділенні невідкладної допомоги людині, яка страждає від болю у животі, спочатку може знадобитися введення внутрішньовенних рідин (крапельниця) через зменшення споживання їжі через біль у животі та можливу блювоту. Лікування болю в животі включає знеболення, наприклад, неопіоїдні (кеторолак) та опіоїдні ліки (морфій, фентаніл). Вибір знеболювання залежить від причини болю, оскільки кеторолак може погіршити деякі внутрішньочеревні процеси. Пацієнти, які надходять у відділення невідкладної допомоги з болями в животі, можуть отримати «коктейль для шлунково-кишкового тракту», що включає антацид (наприклад, омепразол, ранітидин, гідроксид магнію та хлорид кальцію) та лідокаїн. Після усунення болю, може бути призначена антибактеріальна терапія в окремих випадках. Бутилскополамін (Бускопан) використовується з певним успіхом для лікування спазматичних болів у животі. Хірургічне лікування причин болю в животі включає, але не обмежується ними, холецистектомію, апендектомію та дослідницьку лапаротомію.

### Невідкладні стани
Нижче наведено короткий огляд невідкладних станів болю в животі.
| Хвороба | Опис | Діагностика | Лікування |
| --- | --- | --- | --- |
| Апендицит                                                                                                   | Біль у животі, нудота, блювання, гарячка Навколопупковий біль, мігрує у правий нижній квадрант | Клінічна (анамнез та інше фізикальне обстеження) КТ черевної порожнини | Пацієнта переводять на дієту «нічого через рот» Рідини для внутрішньовенного введення за необхідності Загальна хірургічна консультація, можлива апендектомія Антибіотики Контроль болю |
| Холецистит                                                                                                  | Біль у животі (правий верхній квадрант, епігастральний відділ), нудота, блювання, гарячка, ознака Мерфі | Клінічна (анамнез та фізикальний огляд) Візуалізація (УЗД правого верхнього квадранту) Лабораторні дослідження (лейкоцитоз, підвищення активності амінотрансфераз, гіпербілірубінемія) | Пацієнта переводять на дієту «нічого через рот» Рідини для внутрішньовенного введення за необхідності Загальна хірургічна консультація, можлива холецистектомія Антибіотики Контроль болю, нудоти                                                                                                  |
| Гострий панкреатит                                                                                          | Біль у животі (гострий епігастральний, штрикучий у спину), нудота, блювання | Клінічна (анамнез та інше фізикальне обстеження) Лабораторні дослідження (підвищена активність ліпази) Візуалізація (КТ черевної порожнини, УЗД) | Пацієнта переводять на дієту «нічого через рот» Рідини для внутрішньовенного введення за необхідності Контроль болю, нудоти Можливо загальна хірургічна або інтервенційна рентгенологічна консультація                                                                                             |
| Кишкова непрохідність                                                                                       | Біль у животі (дифузний, спастичний), блювання з жовчею, запор | Клінічна (анамнез та фізикальний огляд) Візуалізація (рентген черевної порожнини, КТ черевної порожнини) | Пацієнта переводять на дієту «нічого через рот» Рідини для внутрішньовенного введення за необхідності Встановлення назогастрального зонда Загальна хірургічна консультація Контроль болю |
| Кровотеча з верхнього відділу шлунково-кишкового тракту                                                     | Біль у животі (епігастральний), гематохезія, мелена, гематемезис, гіповолемія | Клінічна (анамнез та інше фізикальне обстеження, включаючи ректальне обстеження) Лабораторні дослідження (клінічний аналіз крові, коагуляційний профіль, амінотрансферази, виявлення крові у калі) | Агресивна інфузійна терапія рідинами для внутрішньовенного введення Переливання крові за необхідності Ліки: інгібітори протонного насоса, октреотид Стабільний пацієнт: спостереження Нестабільний пацієнт: консультація (загальна хірургічна, гастроентерологічна, інтервенційна рентгенологічна) |
| Шлунково-кишкова кровотеча                                                                                  | Біль у животі, гематохезія, мелена, гіповолемія | Клінічна (анамнез та інше фізикальне обстеження, включаючи ректальне обстеження) Лабораторні дослідження (клінічний аналіз крові, коагуляційний профіль, активність амінотрансфераз, виявлення крові у калі) | Інфузійна терапія рідинами для внутрішньовенного введення Переливання крові за необхідності Ліки: інгібітори протонного насоса Стабільний пацієнт: спостереження Нестабільний пацієнт: консультація (загальна хірургічна, гастроентерологічна, інтервенційна рентгенологічна)                      |
| Перфорований віскус                                                                                         | Біль у животі (раптовий початок локалізованого болю), здуття живота, гострий живіт | Клінічна (анамнез та інше фізикальне обстеження) Візуалізація (рентгенографія черевної порожнини або КТ, що демонструє вільне повітря)) Лабораторні дослідження (клінічний аналіз крові) | Агресивна інфузійна терапія рідинами для внутрішньовенного введення Загальна хірургічна консультація Антибіотики |
| Заворот кишок                                                                                               | Перекрути сигмоподібної кишки: Біль у животі (>2 днів, здуття живота, запор) Заворот сліпої кишки: Біль у животі (гострий початок), нудота, блювання                                                              | Клінічна (анамнез та інше фізикальне обстеження) Візуалізація (рентгенографія черевної порожнини або КТ) | Сигмоподібна: Гастроентерологічна консультація (сигмоїдоскопія) Сліпа: Загальна хірургічна консультація (права геміколектомія) |
| Позаматкова вагітність                                                                                      | Біль у животі та тазу, кровотеча У разі розриву позаматкової вагітності у пацієнтки може виникнути подразнення очеревини та гіповолемічний шок                                                                    | Клінічна (анамнез та інше фізикальне обстеження) Лабораторні дослідження: клінічний аналіз крові, аналіз сечі на вагітність з подальшим кількісним визначенням рівня бета-хоріонічного гонадотропіну у крові Візуалізація: трансвагінальне УЗД | Якщо пацієнт нестабільний: інфузійна терапія рідинами для внутрішньовенного введення, термінова акушерсько-гінекологічна консультація Якщо пацієнт стабільний: продовжувати діагностичне обстеження, провести акушерсько-гінекологічне обстеження                                                  |
| Аневризма черевної аорти                                                                                    | Біль у животі, біль у боці, біль у спині, артеріальна гіпотензія, пульсуюча маса живота | Клінічна (анамнез та інше фізикальне обстеження) Візуалізація: УЗД, КТ-ангіографія, МРА/магнітно-резонансна ангіографія | Якщо пацієнт нестабільний: інфузійна терапія рідинами для внутрішньовенного введення, термінова консультація хірурга Якщо пацієнт стабільний: вести спостереження |
| Дисекція аорти                                                                                              | Біль у животі (раптовий початок епігастрального або спинного болю), гіпертонія, новий шум аорти | Клінічна (анамнез та інше фізикальне обстеження) Візуалізація: Рентген грудної клітки (виявляє розширене середостіння), КТ-ангіографія, магнітно-резонансна ангіографія, трансторакальна ехокардіограма, трансезофагеальна ехокардіограма | Інфузійна терапія рідинами для внутрішньовенного введення Переливання крові за необхідності Ліки: зниження артеріального тиску (нітропрусид натрію плюс бета-блокатор або блокатори кальцієвих каналів) Хірургічна консультація                                                                    |
| Травма печінки                                                                                              | Після травми (тупа або прониклива), біль у животі (правий верхній квадрант), біль у правому підребер'ї, біль у правому боці, біль у правому плечі                                                                 | Клінічна (анамнез та інше фізикальне обстеження) Візуалізація: Сфокусована оцінка за допомогою сонографії на наявність травм, КТ черевної порожнини та тазу Діагностична аспірація та промивання очеревини (лаваж) | Реанімація (ATLS) за допомогою внутрішньовенних рідин (кристалоїдних) та переливання кров] Якщо пацієнт нестабільний: загальна або невідкладна хірургічна консультація з подальшою діагностичною лапаротомією                                                                                      |
| тупа або прониклива травма, біль у животі (лівий верхній квадрант), біль у лівому ребрі, біль у лівому боці | Клінічна (анамнез та інше фізикальне обстеження) Візуалізація: сфокусована оцінка за допомогою сонографії на наявність травм, КТ черевної порожнини й тазу Діагностична аспірація та промивання очеревини (лаваж) | Реанімація (ATLS) за допомогою внутрішньовенних рідин (кристалоїдних) та переливання крові Якщо пацієнт нестабільний: загальна або невідкладна хірургічна консультація з подальшою діагностичною лапаротомією та можливою спленектомією Якщо пацієнт стабільний: медичне лікування, інтервенційна рентгенологічна консультація для можливої артеріальної емболізації | |

## Епідеміологія
Біль у животі є причиною того, що близько 3 % дорослих звертаються до сімейного лікаря. Частота відвідувань відділень екстреної допомоги у США з приводу болю в животі зросла на 18 % з 2006 по 2011 рік. Це було найбільше зростання серед 20 поширених станів, з якими звертаються до відділень екстреної допомоги. Частота звернень до відділень екстреної допомоги щодо нудоти та блювоти також зросла на 18 %.